# Музей искусств Оклахома-Сити
Музей искусств Оклахома-Сити (англ. Oklahoma City Museum of Art) — музей, расположенный в Центре изобразительных искусств Дональда У. Рейнольдса в Оклахома-Сити, штат Оклахома, США. В нём находится более 15 тысяч различных произведений искусства. Также в музее проводятся передвижные выставки, оригинальные экспозиции из собственной коллекции, каждую неделю в кинотеатре показывают различные зарубежные, независимые и классические фильмы, работает ресторан. Одними из главных достопримечательностей музея является его коллекция европейского искусства XVIII—XIX веков и коллекция стекла Дейла Чихули, одна из самых обширных в мире, включая 55-футовую мемориальную башню Элеоноры Блейк Киркпатрик в атриуме музея.

## История музея
Художественный музей Оклахома-Сити ведёт свою историю с момента создания Лиги искусств Оклахомы и Клуба художественного возрождения — групп, которые продвигали художественное образование в Оклахома-Сити. Позже появились более формальные программы, в том числе экспериментальная галерея, открытая для публики Администрацией общественных работ. Когда 18 мая 1945 года музей был зарегистрирован, финансируемая государством галерея стала частным учреждением.
Сегодняшний Художественный музей Оклахома-Сити был создан на основе двух предшествующих ему учреждений: Художественного центра Оклахомы (ответвления из Экспериментальной галереи Управления общественных работ) и Художественного музея Оклахомы. Оба учреждения занимались коллекционированием произведений искусства, выставками и общественными программами, но спад в нефтяной промышленности в 1980-х годах привёл к упадку местной экономики, подорвав способность города поддерживать два художественных учреждения. Это привело к слиянию двух музеев в 1989 году.
Руководители музея выступили за создание нового Художественного музея Оклахома-Сити в качестве единого, финансово устойчивого учреждения. Фонд Дональда У. Рейнольдса предоставил грант в размере 14,5 миллионов долларов, а также получил поддержку от более чем 500 фондов, фондов и частных лиц, что позволило собрать 40 миллионов долларов из частных источников для строительства и оснащения нового музея. Благодаря этому в марте 2002 года открылся Центр изобразительного искусства Дональда У. Рейнольдса при Художественном музее Оклахома-Сити. В настоящее время музей ежегодно принимает более 125 000 посетителей, предлагая постоянную экспозицию, цикл временных выставок, различные образовательные программы, международную кинопрограмму и музейный магазин.

## Выставки
- Кехинде Уайли: Новая Республика (17.06.2017 — 11.09.2017)[3]
- Коллекция Меллона из Вирджинии (22.06.2019 − 22.09.2019)[4]
- Шедевры из коллекции Джордана Д. Шницера (06.06.2020 − 13.09.2020)[4]